# Bregarca
Bregarca je smučarska skakalnica iz leta 1952 ali 1953 s kalkulacijsko točko K25, ki se nahaja v naselju Dolenja vas v Občini Železniki. Skakalnico upravlja ŠD Dolenja vas.  

## Zgodovina
V teh krajih se je prej veliko skakalo na obronkih njiv in hribov. Prišlo je do ideje, da bi zgradili skakalnico. Bloudek je sprva narisal načrt za nekoliko večjo skakalnico kot je Bregarca, ki je bila zgrajena nekoliko stran iz vasi v smeri Selc. Tam so tudi bile tekme, a pravega zagona ni bilo saj je bila preveč oddaljena iz vasi, pa tudi konfiguracija terena ni bila prava.  
Zato je Stanko Bloudek na pobudo lokalnega zanesenjaka Jožeta Megušarja narisal načrt za tedaj novo skakalnico sredi vasi s tedaj kalkulacijsko točko pri K20. Nekateri viri trdijo da naj bi bila zgrajena leta 1952, drugi pa septembra 1953, ni jasno.
Navdušenje je bilo tolikšno, da so skakalnico brez strojev in brez denarja zgradili v vsega osmih dneh. Bloudek temu ni mogel verjeti, saj je sprva mislil da se Megušar iz njega norčuje, zato je šel takoj tja, da se še sam prepriča.  
Decembra 2001 je na njej prve korake naredil Peter Prevc. Njegov osebni rekord na tej napravi znaša 21 metrov. Na račun njegovih uspehov je prej nepomembna skakalnica zdaj poznana po vsej Sloveniji in tudi v tujini. Stoji vsega nekaj sto metrov stran od njegovega doma. Tri leta po Prevčevem debiju so skakalnico prenovili in jo še danes uporabljajo za razna tekmovanja v najmlajših kategorijah, na katerih se vedno zbere spodobno število gledalcev.

## Ime
Skakalnica je dobila ime po bližnji kmetiji Bregar, na čigar zemlji naprava tudi stoji. Ime je seveda mišljeno kot pomanjševalnica besede Bregar.